# Dalea galbina
Dalea galbina là một loài thực vật có hoa trong họ Đậu. Loài này được (J.F.Macbr.) J.F.Macbr. miêu tả khoa học đầu tiên.